# Centre de détention de Melun
Le centre de détention de Melun est un centre de détention français situé dans la commune de Melun, dans le département de Seine-et-Marne et dans la région Île-de-France. Ce centre pénitentiaire peut accueillir jusqu'à 308 détenus.

## Histoire
Ancien couvent construit sur l'île Saint-Étienne, le bâtiment est transformé en prison en 1808 par l'architecte Louis-Ambroise Dubut. C'est alors l'une des premières maisons centrales en France. La prison actuelle a été en grande partie construite entre 1859 et 1869.
Depuis 1977, devenue centre de détention (CD), la prison accueille en majorité des personnes détenues pour de courtes-peines ou en fin de détention. Ces condamnés sont considérés comme présentant les perspectives de réinsertion les meilleures. À ce titre, les CD ont un régime de détention principalement orienté vers la resocialisation des détenus.

## Détenus notables
- Jean-Jacques Pillot, médecin et communard, décédé dans l'établissement le 13 juin 1877[2].
- Léon Rodriguez, membre de la Bande à Bonnot.
- Serge Livrozet, écrivain anarchiste.